# Regnów (przystanek kolejowy)
Regnów – wąskotorowy przystanek osobowy w Kazimierzowie, w województwie łódzkim, w Polsce. Obsługuje ruch turystyczny.